# Chōjirō

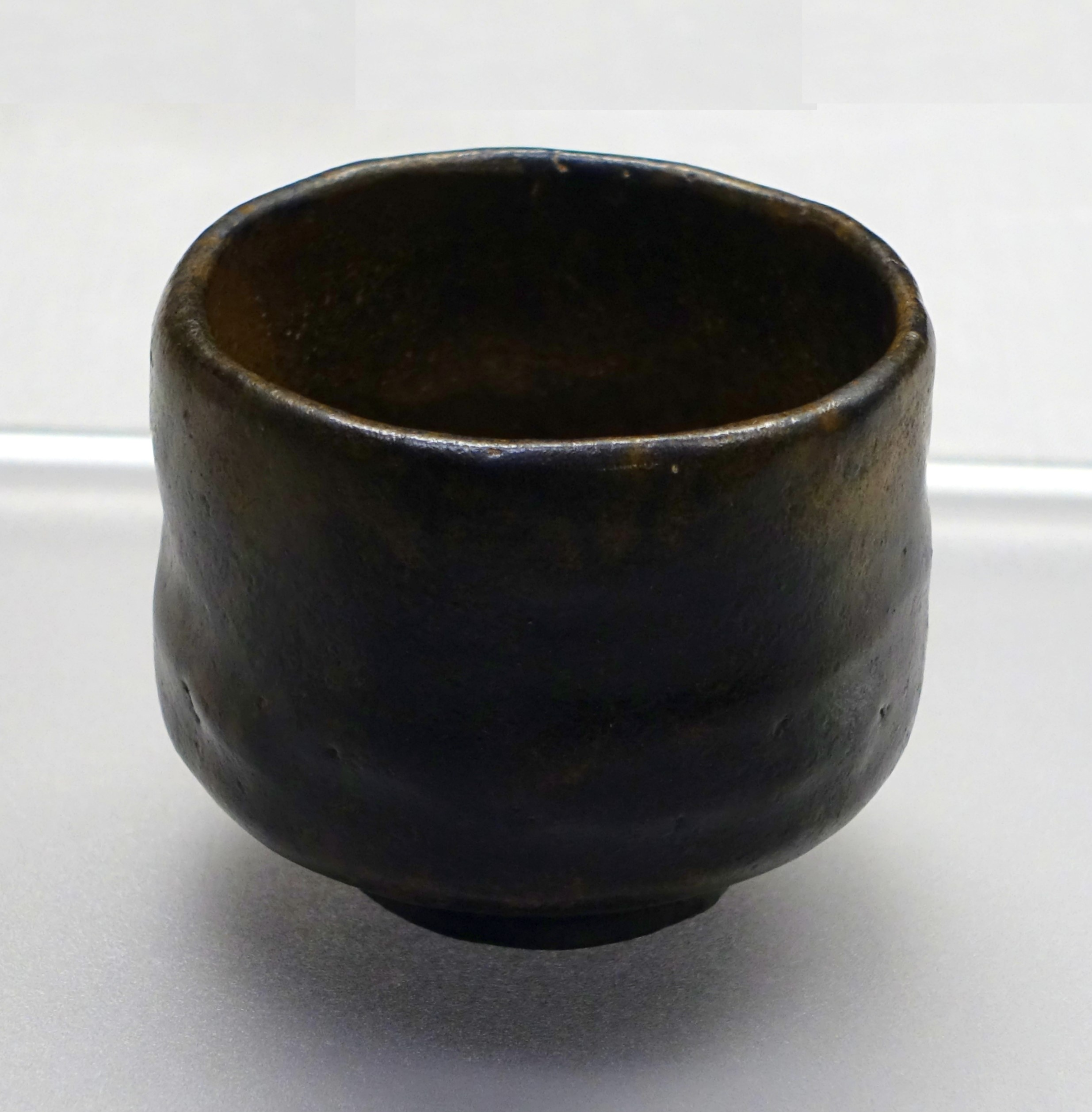
Chōjirō: Raku-Keramik (Nationalmuseum Tokio)

Chōjirō (japanisch 長次郎; geboren circa 1516; gestorben 1592 in Japan) war der japanische Raku-(楽焼; Raku-yaki)-Töpfer in der frühen Momoyama-Zeit.

## Leben und Werke

### Leben
Chōjirō entwickelte eine Töpferei-Methode, bei der Ton von Hand geknetet, mit Glasur bei niedriger Temperatur glasiert und in einem Ofen gebrannt wird, um je nach Sen no Rikyūs Vorlieben rote und schwarze Schalen herzustellen.
Das Todesjahr von Chōjirō wird auch um 1589 vermutet, wie es nach dem „So’nyu-Dokument“ (宗入文書), in dem der „Raku-yaki Stammbaum“ (楽焼系図) und das „Oboe“ (覚) notiert sind, verzeichnet ist. Dem gleichen Dokument zufolge soll Chōjirō der Sohn von „Ameya“ (あめや) und „Bikuni“ (比丘尼) gewesen sein, wobei „Ameya“ ursprünglich wohl „飴也“ geschrieben wurde.
Weiter gibt es Annahmen seiner sowohl koreanischen als auch chinesischen Herkunft. In „Hon’ami Gyōjō-ki“ (本阿弥 行状記), das das Leben und Wirken des Kalligraphen und Töpfers Hon’ami Kōetsu (1558–1637) aufzeichnet, steht, dass Chōjirō mit Hon’ami Koetsu in enger Freundschaft verbunden war. So heißt es dort: „Was Raku-yaki betrifft, stammten die Eltern von Ameya Chōjirō aus China“. Die Tatsache, dass die Glasurmethode der Raku-Keramik derjenigen der südchinesischen Koi-Keramik (交趾焼) ähnelt, deutet darauf hin, dass sie wahrscheinlich chinesisch ist.

### Werke
Zu Chōjirōs Werk gehört ein Dachziegel mit der Aufschrift „Tenshō Ni Haru Chōjira Yorumei Zukinoyuki“ (天正二春 長次良 依命造之). Da die Inschrift auf „Frühling im Jahr Tenshō 2“ hinweist, wurde der Ziegel, dessen Technik der gleichzeitigen von Aka-raku (赤楽) ähnelt, im Frühling 1574 hergestellt. Was die Teeschalen betrifft, so wird im Bericht „Matsuya Kaiki“ (松屋会記) die Teeschale „Soeki-gata no Chawan“ (宗易形ノ茶ワン) vom  13. Oktober Tenshō 14 (1586) erwähnt, von der man annimmt, dass sie auf Wunsch von Sen no Rikyū hergestellt wurde. Im Text (天王寺屋会記) werden eine „Sekishoku no chawan“ (赤色之茶碗) – eine „Rotfarbige Teeschale“ von 1579 und die „Hatano Soritaru chawan“ (ハタノソリタル茶碗) von 1580 erwähnt. Sie sind in den Teezeremonien von Yamanoue Sōji (1544–1590) und von Sen no Rikyūu zu sehen. Es gibt eine Theorie, dass es sich dabei um frühe Raku-Teeschalen handelt.
Die „Ima-yaki-Teeschalen“ (今焼茶碗) erscheinen ab 1580 gelegentlich in Aufzeichnungen über Teezeremonien. Es wird angenommen, dass diese in Öfen hergestellt wurden, die von mehreren Töpfern betrieben wurden, darunter von Chōjiro, Sōkei (宗慶), Sōmi (宗味) und Tsuneyoshi (常慶).
Zu Chōjirōs repräsentativen Werken gehören die sieben Schalen „Chōjirō Nanakusa“ (長次郎七種), die angeblich Sen no Rikyū gehörten oder von ihm ausgewählt wurden. Das sind in der einen Gruppe die Schalen „Daikoku“ (大黒), „Tōyōbō“ (東陽坊), „Einzai“ (臨済), „Kimamori“ (木守), „Hibachihiraki“ (鉢開), „Hayabune“ (早舟) und „Kengyō“ (検校), in der anderen Gruppe „Gandori“ (雁取), „Kankyo“ (閑居), „Tarōbō“ (太郎坊), „Yokogumo“ (横雲), „Oguro“ (小黒), „Ichimonji“ (一文字) und „Hijiri“ (聖).
Chōjirō begründete eine Töpferfamilie, die bis in die Gegenwart tätig ist.